# Anju (stad)
Anju (Koreaans: 안주시) is een stad in de Noord-Koreaanse provincie P'yŏngan-namdo. In 2008 telde de stad ruim 240.000 inwoners. De stad ligt in het westen van het land en bestaat uit 20 buurten (dong) en 22 dorpen (ri).

## Afbeeldingen

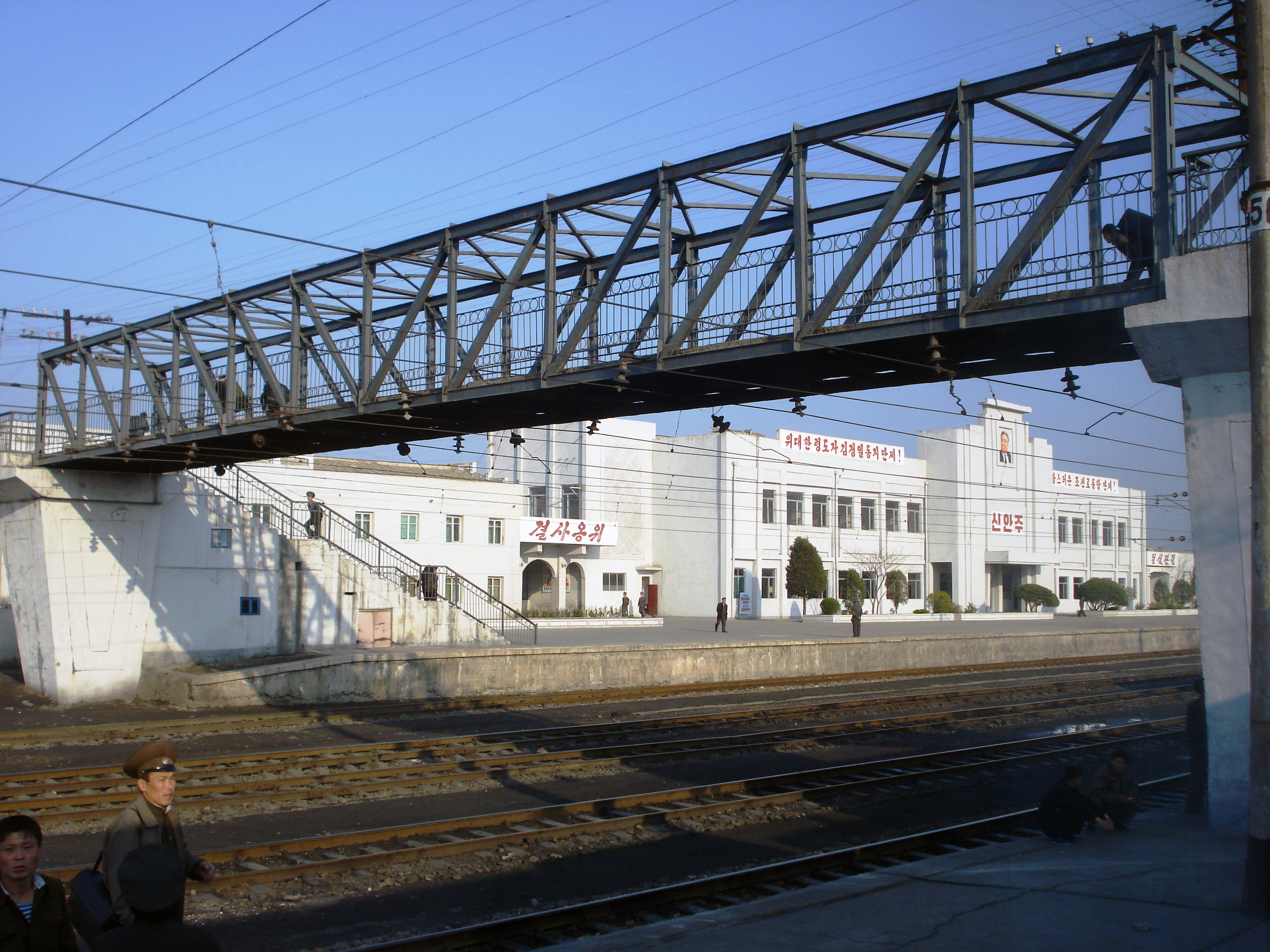
Sinanju treinstation in het westen van Anju
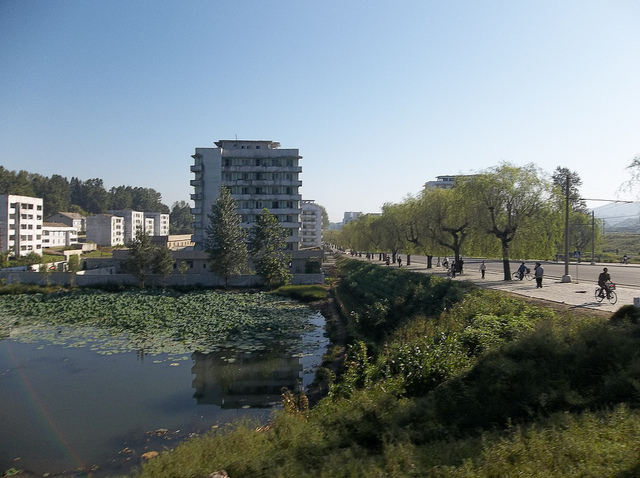
Gebouwen in Anju
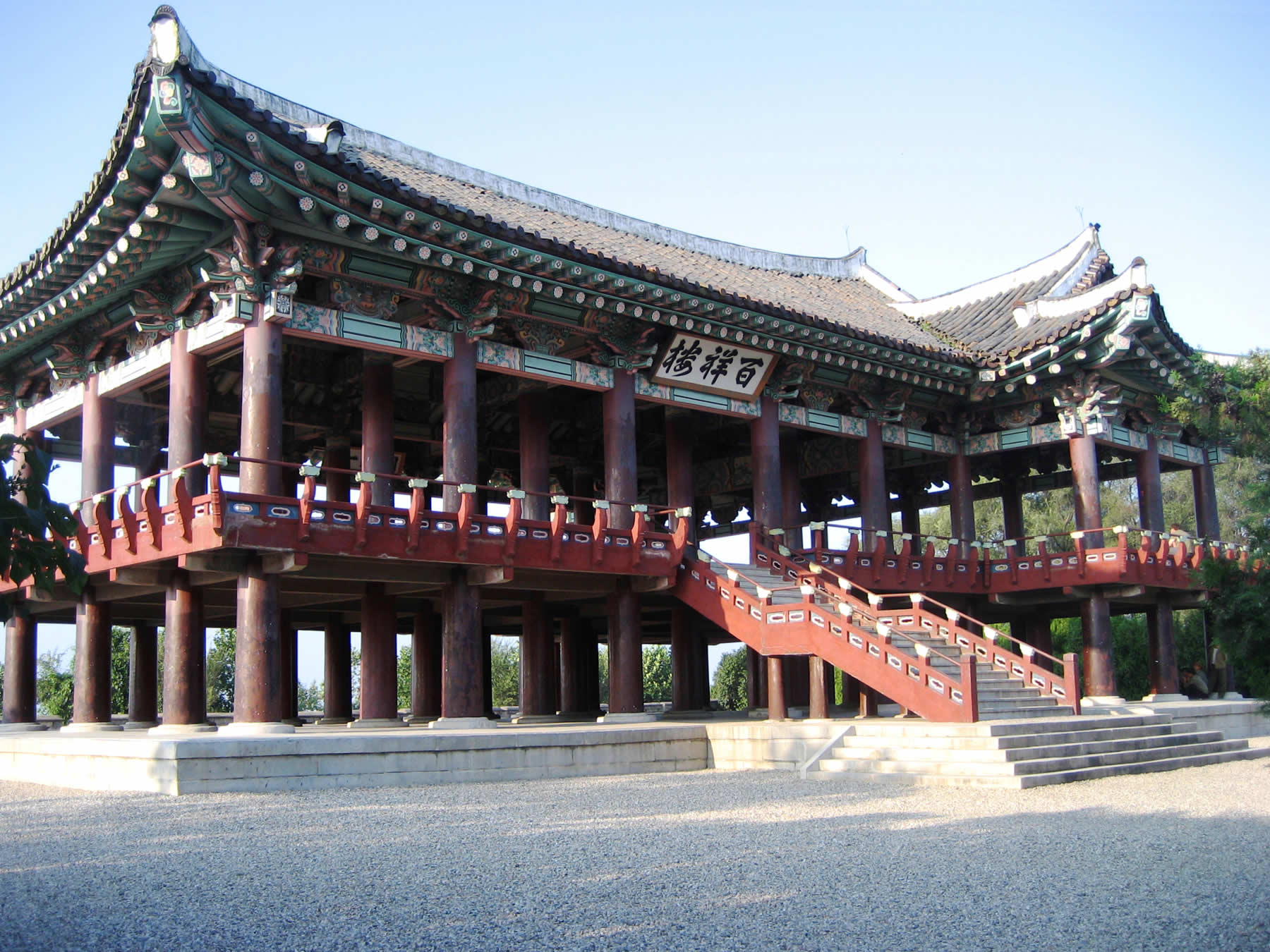
Anju Paeksang Pavilion